# 曾繁仁
曾繁仁（1941年1月—），男，安徽泾县人，中国美学家，山东大学讲席教授。曾任山东大学党委书记、校长

## 生平
1964年7月畢業於山东大学中文系，同年留系任教。1998年至2000年間，擔任山东大学校長。

## 作品
著作有《生态美学导论》、《中西对话中的生态美学》、《美育十五讲》等十多部。主编有《中国美育思想通史》（九卷本）等。
2021年5月，《曾繁仁学术文集》由人民出版社出版，共十四卷，前十卷乃重新编辑出版曾繁仁的十部代表性著作及一部尚未出版的著作，後四卷收錄曾繁仁的各類文章。

## 獎項
- 2011年，山东省第五次社会科学突出贡献奖[5]。